# Canton de Tirepied
Le canton de Tirepied est une ancienne circonscription administrative de la Manche.